# Raschid Alimow
Raschid Alimow (auch Rashid Alimov, russisch Рашид Кутбудинович Алимов, * 23. Juni 1953 in Stalinabad, Tadschikische SSR, Sowjetunion, heute Duschanbe, Tadschikistan) ist ein tadschikischer Politiker und Diplomat, der unter anderem als Außenminister Tadschikistans und als Generalsekretär der Shanghaier Organisation für Zusammenarbeit tätig war.

## Karriere
Alimow wurde im heutigen Duschanbe in der Tadschikischen Sozialistischen Sowjetrepublik geboren. Er studierte Politikwissenschaft an der Tadschikischen Nationaluniversität und graduierte 1975. Im Jahr darauf trat Alimow in die Kommunistische Partei der Sowjetunion ein und war daraufhin in der kommunistischen Jugend aktiv. Nach wechselnden Tätigkeiten für die Kommunistische Partei Tadschikistans wurde Alimow im Jahr 1990 stellvertretender Generalsekretär der Partei und erlebte in dieser Funktion die Unabhängigkeit Tadschikistans 1991 im Zuge des Zerfalls der Sowjetunion.
Nach der Unabhängigkeit wurde er Berater von Rahmon Nabijew, dem ersten Präsidenten des unabhängigen Landes. Im Jahr 1992 wurde er neuer Außenminister Tadschikistans und füllte dieses Amt bis ins Jahr 1995 aus. Daraufhin wurde er zum Botschafter Tadschikistans bei den Vereinten Nationen ernannt und blieb bis 2005 in dieser Funktion. Anschließend wurde er Botschafter der Republik Tadschikistan in der Volksrepublik China.
Am 10. Juli 2015 wurde Alimow auf dem Gipfel der Shanghaier Organisation für Zusammenarbeit (SOZ) im russischen Ufa zum Generalsekretär der Organisation ernannt. Seine dreijährige Amtszeit begann am 1. Januar 2016 und endete am 31. Dezember 2018. Zu den bedeutendsten Ereignissen seiner Amtszeit zählte die Aufnahme von Indien und Pakistan als vollwertige Mitglieder der Organisation im Rahmen des SOZ-Gipfels im Juni 2017 im kasachischen Astana. Alimow bezeichnete diese Erweiterung der Organisation als ein wirklich historisches Ereignis. Durch den Beitritt der beiden südasiatischen Staaten sei die Organisation in der Lage nicht nur die Situation in der Region, sondern die Situation in der ganzen Welt zu beeinflussen. Am 28. Dezember 2018 traf Alimow bei einem seiner letzten Termine als Generalsekretär der SOZ mit dem chinesischen Außenminister Wang Yi zusammen. Dieser lobte Alimows Beitrag zur Weiterentwicklung der SOZ, während Alimow der chinesischen Seite seinen Dank für die Unterstützung während seiner Amtszeit aussprach.

## Sonstiges
Alimow ist verheiratet und hat zwei Kinder. Er ist Autor mehrerer Bücher und zahlreicher Artikel, unter anderem verfasste er zwei Bücher zur Entwicklung der SOZ und den weiteren Perspektiven der Organisationen. Zudem ist Alimow Träger mehrerer Orden und Auszeichnungen, darunter der tadschikische Orden der Freundschaft und die Goldmedaille für besondere Beiträge zur humanitären Zusammenarbeit zwischen den Staaten der SOZ.